# Xã 157-30, Quận Lake of the Woods, Minnesota
Xã Municipio 157-30 (tiếng Anh: 157-30 Township) là một xã thuộc quận Lake of the Woods, tiểu bang Minnesota, Hoa Kỳ. Năm 2010, dân số của xã này là 1 người.